# Neenah
Neenah é uma cidade localizada no estado norte-americano de Wisconsin, no Condado de Winnebago.

## Demografia
Segundo o censo norte-americano de 2000, a sua população era de 24.507 habitantes.
Em 2006, foi estimada uma população de 24.831, um aumento de 324 (1.3%).

## Geografia
De acordo com o United States Census Bureau tem uma área de
22,2 km², dos quais 21,4 km² cobertos por terra e 0,8 km² cobertos por água. Neenah localiza-se a aproximadamente 229 m acima do nível do mar.

## Localidades na vizinhança
O diagrama seguinte representa as localidades num raio de 16 km ao redor de Neenah.